# فليبو كريستانت
فليبو كريستانت (بالإيطالية: Filippo Cristante)‏ (20 أبريل 1977 في إيطاليا - ) هو لاعب كرة قدم إيطالي في مركز الدفاع. شارك مع منتخب إيطاليا تحت 21 سنة لكرة القدم. أما مع النوادي، فقد لعب مع نادي أنكونا ونادي بادوفا ونادي بياتشينزا ونادي رافينا ونادي مانتوفا ونادي مسينا وكوسينزا كالشيو وASD Sacilese Calcio ‏ وCosenza Calcio 1914 ‏ وPortogruaro Calcio ASD ‏.

## وصلات خارجية
- فليبو كريستانت على موقع قاعدة بيانات كرة القدم.إي يو (الإنجليزية)